# Natixis
Natixis — один из крупнейших французских корпоративных и инвестиционных банков. Был создан 17 октября 2006 года путём слияния Natexis Banque Populaire (англ.) и Caisse d'épargne IXIS (фр.). На долю этих двух основных акционеров приходилось более 70 % акций, в то время как остальные были в свободном обращении на Парижской фондовой бирже.
По итогам 2008 года банк объявил о потере более US$450 миллионов от участия в пирамиде Мейдоффа.
В 2021 году все акции были выкуплены и сняты с листинга, Natixis стал полностью контролируемым дочерним банком в составе Groupe BPCE.

## Деятельность
- Операции на финансовых рынках, фондовых, товарных и валютных биржах
- Управление активами. Под доверительным управлением банка находится более 630 миллиардов долларов. По этому показателю он занимает 14 место в мире.
- Private Banking.
- Финансовые услуги: финансовые гарантии, страхование, андеррайтинг.

## Деятельность в России
В России действовал дочерний банк Natixis АО «Натиксис банк». В январе 2025 года дочерний банк был продан компании «Бюрократ». 